# Miss Ronde France
Pour les articles homonymes, voir Miss.
Miss Ronde France est un concours de beauté fondé par Thierry Frézard en 2007.

## Historique
Thierry Frézard, psychothérapeute et créateur du concours, raconte qu'en 2005, il rencontre Virginie, une femme ronde qui a peu confiance en elle. Considérant que participer à un concours de beauté pour femmes rondes lui ferait du bien, il se rend compte alors qu'aucun concours de la sorte n'existe alors. Il décide d'en créer un.
La première édition voit 31 candidates participer. Virginie, sa compagne, en sort d'ailleurs 3e dauphine. En 2010, le titre « Miss Ronde France » est déposé à l'INPI.
Fin 2010, le concours se déroule pour la première fois en réel et non plus sur internet, à la Cité de la dentelle à Calais. La candidate Marie B. (autrice du livre Ma vie est belle en XXL et du blog Marie ou les infortunes de la rondeur) quitte le concours lors de son discours, alors qu'elle est en tête des votes, dénonçant une absence totale d'organisation et une "Foire aux bestiaux" irrespectueuse ne valorisant pas la femme.
La candidate finalement élue, Marion Bogaert, est ensuite destituée au profit d'Aurélie Philippe.
En 2017, c'est la fin de l'aventure Miss Ronde France à cause de déboires avec différentes administrations privées et publiques, de mauvaise gestion de ces équipes régionales qui étaient pourtant performantes et d'une mauvaise gestion du patrimoine budgétaire de son association.
L'élection est reprise en 2018 par une nouvelle déléguée nationale Florence Bernardo, 2e dauphine de Miss Ronde Bretagne 2016.
Sophie Abenzoar, gérante de l'agence Magnificent beauties depuis 2011, a racheté la marque Miss ronde en 2019.

## Élections
| Année | Prénom, Nom          | Région représentée   | Résidence        | Lieu de nomination     | Commentaires |
| ----- | -------------------- | -------------------- | ---------------- | ---------------------- | --- |
| 2008  | Esther Rozen         | Alsace               | Strasbourg       | Élue sur internet      | Esther Rozen a 20 ans et mesure 1,80 m lorsqu'elle est élue Miss Ronde France.                                                                                  |
| 2010  | Sabine Jazmati       | Alsace               | Lingolsheim      | Calais                 | Sabine Jazmati a 30 ans et mesure 1,62 m lorsqu'elle est élue Miss Ronde France.                                                                                |
| 2011  | Marion Bogaert       | Pays de la Loire     | la Roche-sur-Yon | Calais                 | Marion Bogaert a 19 ans et mesure 1,70 m lorsqu'elle est élue Miss Ronde France, destituée six mois après pour « manquement à ses obligations ».                |
| 2011  | Aurélie Philippe     | Normandie            | Caen             | 1er dauphine à Callais | Aurélie Philippe a 25 ans et mesure 1,75 m lorsqu'elle reprend officiellement le titre pour six mois, esthéticienne à domicile et employée d'un centre d'appel. |
| 2012  | Hyslyne Blanchon     | Alpes-Maritimes      | Cagnes-sur-Mer   | Paris                  | Hyslyne Blanchon a 29 ans et mesure 1,70 m lorsqu'elle est élue Miss Ronde France, originaire et native de la Martinique.                                       |
| 2013  | Julia Castelli       | Lorraine             | Xeuilley         | Paris                  | Julia Castelli a 22 ans et mesure 1,80 m lorsqu'elle est élue Miss Ronde France, étudiante en licence d’administration publique.                                |
| 2014  | Solange Marais       | Nouvelle-Aquitaine   | Biscarrosse      | Mulhouse               | Solange Marais a 23 ans et mesure 1,60 m lorsqu'elle est élue Miss Ronde France, coiffeuse.                                                                     |
| 2015  | Emmanuelle Clarisse  | La Réunion           | Saint-Paul       | Montceau-les-Mines     | Emmanuelle Clarisse a 35 ans lorsqu'elle est élue Miss Ronde France, enseignante.                                                                               |
| 2016  | Marylin Chateau      | Nord-Pas-de-Calais   | Marcq-en-Barœul  | Gravelines             | Marylin Chateau a 36 ans lorsqu'elle est élue Miss Ronde France, infirmière animalière.                                                                         |
| 2018  | Anaïs Auvray         | Normandie            | Lillebonne       | Vannes                 | Anaïs Auvray a 22 ans lorsqu'elle est élue Miss Ronde France.                                                                                                   |
| 2019  | Chloé Fock Chock Kam | La Réunion           | Le Tampon        | Le Ham                 | Chloé Fock Chock Kam a 17 ans lorsqu'elle est élue Miss Ronde France, étudiante infirmière.                                                                     |
| 2020  | Astrid Feutry        | Nord-Pas-de-Calais   | Boulogne-sur-Mer | Cormolain              | Astrid Feutry a 31 ans lorsqu'elle est élue Miss Ronde France, aide-soignante et étudiante infirmière.                                                          |
| 2022  | Mégane Pennuen       | Alsace               | Haguenau         | Habsheim               | Mégane Pennuen a 24 ans lorsqu'elle est élue Miss Ronde France, assistante d’éducation dans un collège.                                                         |
| 2023  | Clara Escavia        | Languedoc-Roussillon | Montpellier      | Avignon                | Clara Escavia a 22 ans lorsqu'elle est élue Miss Ronde France.                                                                                                  |